# Flávia Lacerda
Flávia Lacerda (Recife) é uma diretora de televisão brasileira.

## Televisão

### Séries
- 2017 - A Fórmula (Direção Artística)
- 2017 - Mister Brau (Direção e Direção geral)
- 2012 - Louco por Elas (Direção)
- 2003 - Sexo Frágil (Direção)

### Minisséries
- 2015 - Amorteamo (Direção Geral)
- 2010 - Clandestinos: o Sonho Começou (Direção)
- 2009 - Tudo Novo de Novo (Direção)
- 2008 - Queridos Amigos (Direção)

### Especiais da Rede Globo
- 2009 - Dó-Ré-Mi-Fábrica (Direção Geral)
- 2008 - O Natal do Menino Imperador (Direção)
- 2004 - Programa Novo (Direção)

### Novelas
- 2011 - Insensato Coração (Direção)
- 2008 - Negócio da China (Direção)
- 2005 - Belíssima (Direção)